# 태양을 등진 사람들
"태양을 등진 사람들"은 1962년 공개된 대한민국의 영화이다.

## 배역
- 신영균 : 인성 역
- 윤인자 : 정미 역
- 김승호 : 상호 역
- 황정순 : 성 여사 역
- 허장강 : 두희 역
- 주선태
- 유계선 : 상호의 누나 역
- 김계형 : 재순 역